# Budapest Challenger 2 1995
Il Budapest Challenger 2 1995 è stato un torneo di tennis facente parte della categoria ATP Challenger Series nell'ambito dell'ATP Challenger Series 1995. Il torneo si è giocato a Budapest in Ungheria dall'11 al 17 settembre 1995 su campi in terra rossa.

## Vincitori

### Singolare
Carlos Moyá ha battuto in finale  József Krocskó con il punteggio di 6–2, 6–7, 6–4

### Doppio
Emanuel Couto /  João Cunha e Silva hanno battuto in finale  Gábor Köves /  László Markovits con il punteggio di 4–6, 7–5, 6–4